# Dick Hamming
Dick Hamming (Eelde, 4 augustus 1925 - Groningen, 29 augustus 2005) was een Nederlands kinderarts en sportman.

## Biografie
Dick Hamming, zoon van een huisarts in de Kop van Drenthe, studeerde medicijnen en werd lid van de Groningse studenten roeivereniging Aegir, alsmede erelid van het bittergenootschap Omlandia.
In zijn jonge jeugd werd Hamming geconfronteerd met twee drama's, indirect zelfs drie. Op zijn 8e overleed plots zijn vader en een jaar later zijn moeder door suïcide. Dicks ouders hadden vóór zijn geboorte ook al een zoon genaamd Dick, maar het kind overleed binnen afzienbare tijd.
Nadat hij een been verbrijzelde bij een motorongeval, ging student Hamming in 1943, voor een maximaal herstel, roeien bij Aegir. Tot zijn dood speelden deze vereniging en het roeien een centrale rol in zijn leven. Hamming was wedstrijdroeier en voltooide in zijn skiff 22 keer de 100 kilometer van de Ringvaartregatta.
In 1945 werd Hamming lid van het Groninger studentencorps GSC Vindicat atque Polit, waarvan hij levenslang lid is gebleven. Hij werd, omdat er in de oorlogsjaren geen ontgroeningen mogelijk waren, ingedeeld bij het jaar 1943.
Hamming was een roekeloos man. Hij brak al in de jaren vijftig zijn nek bij het blootvoets waterskiën, maar pakte later deze gevaarlijke sport weer op. Verder brak hij bij diverse ongevallen en sportwedstrijden rug, benen, wervels en andere botten. Hij nam deel aan een weddenschap in de televisieshow Wedden, dat..?, waarin hij achter een 8+ (een achtpersoons wedstrijdroeiboot met stuurman) ging waterskiën. Ook was hij één van de allereerste gasten in het NCRV tv-programma De Stoel van Rik Felderhof.
Als kinderarts eerst in eigen praktijk en daarna jarenlang in het Groningse UMC (toen AZG), verwierf hij onder patiënten, collega's en medewerkers aanzienlijke waardering en erkentelijkheid. Ter gelegenheid van zijn pensionering als kinderarts in Groningen kreeg Hamming van Aegir zijn eigen skiff, de 'Never (re)tired'. Deze is tegenwoordig te bewonderen in het Aegirhuis aan de Westerhaven. Hij kon niet werkelijk met pensioen, vanwege pensioenbreuken, een jong (tweede) gezin en vermogensverlies na een echtscheiding, waarop hij ging werken als kinderarts in ziekenhuizen te Rotterdam, Roermond en Tiel. Hij is blijven sporten en werken tot hij op zijn tachtigste kanker kreeg.
Dick Hamming werd, met tal van grafgiften zoals dassen van studenten- en sportverenigingen en meerdere flessen en kruiken jenever, begin september 2005 begraven op de Groningse Zuiderbegraafplaats.

## Mishandeling kinderen
In 2018 schreef één van zijn zonen, Hent (1961), een solo-toneelstuk genaamd 'IJs', dat gaat over Hammings jarenlange mishandelen van zijn
kinderen.